# Carlo Virzì
Pour les articles homonymes, voir Virzì.
Carlo Virzì, né le 2 juin 1972 à Livourne dans la région de la Toscane en Italie, est un réalisateur, un scénariste, un compositeur de musique de film, un musicien et un acteur italien. Ancien membre du groupe de rock Snaporaz (it), il travaille régulièrement pour son frère Paolo Virzì comme compositeur sur ces films et a réalisé seul plusieurs comédies.

## Biographie
CarloVirzì naît à Livourne en 1972.
Il apparaît pour la première fois au cinéma en tant qu'acteur dans le film Condominio de Felice Farina, où il tient un rôle secondaire. Chanteur et guitariste du groupe de rock Snaporaz (it) de 1995 à 2003, il participe avec son groupe à la composition de la bande-son de la comédie dramatique Ovosodo de son frère Paolo Virzì en 1997. Avec Snaporaz, il signe ensuite trois albums entre 1997 et 1999. Il collabore également avec son frère sur ces trois réalisations suivantes, Baci e abbracci (dans lequel le groupe fait une apparition), My Name Is Tanino et Caterina va en ville (Caterina va in città) et choisit de se consacrer à sa carrière de compositeur lorsque le groupe se sépare en 2003.
En 2006, il passe à la réalisation avec la comédie L'estate del mio primo bacio avec Laura Morante, Gabriela Belisario, Andrea Renzi (it) et Neri Marcorè dans les rôles principaux. Il s'agit d'une adaptation du roman Adelmo, torna da me de la romancière Teresa Ciabatti (it). En 2008, il signe le scénario d'un épisode de la série télévisée I liceali et retrouve son frère sur le film La prima cosa bella deux ans plus tard, travail pour lequel il obtient le prix de la meilleure musique de film lors du Bari International Film Festival en 2010.
Il signe en 2012 la comédie musicale I più grandi di tutti qui narre la renaissance d'un groupe de rock composé d'Alessandro Roja (it), de Claudia Pandolfi, de Marco Cocci (it) et de Dario Cappanera (guitariste du groupe de heavy metal Strana Officina (it)) sous l'impulsion d'un journaliste incarné par Corrado Fortuna.
Il retrouve son frère sur le drame Les Opportunistes (Il capitale umano) en 2014. En 2015, il travaille sur la bande-son de la comédie Si Dieu veut (Se Dio vuole), premier film d'Edoardo Falcone. Après de nouvelles retrouvailles avec Paolo lors du tournage de la comédie Folles de joie (La pazza gioia), il travaille avec Francesco Bruni sur son troisième film, Tutto quello che vuoi sorti en 2017.

## Filmographie

### Comme réalisateur
- 2006 : L'estate del mio primo bacio
- 2012 : I più grandi di tutti

### Comme scénariste

#### Au cinéma
- 2006 : L'estate del mio primo bacio
- 2012 : I più grandi di tutti
- 2023 : Felicità de Micaela Ramazzotti

#### A la télévision

##### Série télévisée
- 2008 : I liceali, épisode Benvenuti nella capitale

### Comme compositeur
- 1997 : Ovosodo de Paolo Virzì
- 1999 : Baci e abbracci de Paolo Virzì
- 2002 : My Name Is Tanino de Paolo Virzì
- 2003 : Caterina va en ville (Caterina va in città) de Paolo Virzì
- 2006 : L'estate del mio primo bacio
- 2010 : La prima cosa bella de Paolo Virzì
- 2012 : I più grandi di tutti
- 2013 : Les Opportunistes (Il capitale umano) de Paolo Virzì
- 2015 : Si Dieu veut (Se Dio vuole) d'Edoardo Falcone
- 2016 : Folles de joie (La pazza gioia) de Paolo Virzì
- 2017 : Tutto quello che vuoi de Francesco Bruni
- 2017 : L'Échappée belle (The Leisure Seeker) de Paolo Virzì

### Comme acteur
- 1991 : Condominio de Felice Farina
- 1999 : Baci e abbracci de Paolo Virzì

## Prix et distinctions
- Nomination au Ciak d'oro de la meilleure bande sonore en 1998 pour Ovosodo.
- Nomination au Ciak d'oro de la meilleure bande sonore en 1999 pour Baci e abbracci.
- Nomination au Ruban d'argent de la meilleure musique de film en 2004 pour Caterina va en ville (Caterina va in città).
- Prix Ennio Morricone de la meilleure musique de film en 2010 pour La prima cosa bella.
- Nomination au David di Donatello du meilleur musicien en 2010 pour La prima cosa bella.
- Nomination au Globe d'or de la meilleure musique de film en 2010 pour La prima cosa bella.
- Nomination au Ruban d'argent de la meilleure musique de film en 2012 pour I più grandi di tutti.
- Nomination au David di Donatello du meilleur musicien en 2014 pour Les Opportunistes (Il capitale umano).
- Nomination au Ciak d'oro de la meilleure bande sonore en 2014 pour Les Opportunistes (Il capitale umano).
- Meilleure musique de film au festival de Spello en 2014 pour Les Opportunistes (Il capitale umano).
- Ruban d'argent de la meilleure musique de film en 2016 pour Folles de joie (La pazza gioia).